# Bonțida
Bonțida (em romeno) ou Bonchida (em húngaro) é uma comuna do distrito de Cluj, na região histórica da Transilvânia, Romênia. A comuna tem 80,38 km² de área[carece de fontes?] e em 2016 tinha 4 878 habitantes (densidade: 60,7 hab./km²).
Na área da comuna há dois castelos da família húngara Bánffy que são importantes monumentos históricos. O mais conhecido é o Castelo Bánffy de Bonțida, situado junto à vila de Bonțida. O outro, o Castelo Bánffy de Răscruci situa-se na aldeia de Răscruci.